# Драгошовичі
Драгошо́вичі (рум. Drăgoșeștilor, Drăgoșești; угор. Drágfy, Drágffy, Drágffi) — шляхетний рід, що походить з Волощини. Відповідно до Молдавських літописів, родоначальники роду були венедами, що прийшли з Римської імперії на Дунайську рівнину. 
Відомий з XIV століття. Бере початок від першого Молдавського господаря (воєводи) Драгоша I, засновника Молдавського князівства. Його нащадки Сас і Балк керували Молдавією протягом 2 поколінь. Відомі 8 колін роду. Вигасали у XVI столітті. Використовували герб Сас. Також — Драгоський дім.
Відповідно до «Слов'яно-Молдавського Літопису», із міста Венеції, де мешкали південнослов'янські племена венедів, прийшли два брати – Роман і Влахат, що були віри православної. Тікали вони від гонінь «Нового Риму» (романо-германців). У роки королювання короля Володислава рушили на угрів війною татари – князь Неймет зі своїх кочовищ, із річки Прута і з річки Молдави. Слов’яни-венеди прийшли на поміч королю Володиславу. За це король дав їм землю в Маромароші, між річками Морешем і Тисою. Вибрали венеди собі розумного чоловіка на ім'я Драгош і поставили його господарем і воєводою. Так почалася Молдавська земля. Після Драгоша правив його син, воєвода Сас. Після Саса – його син Лацько, вісім років. Потім господарював воєвода Богдан – шість років.
У XIV ст. Молдовські господарі були васалами Королівства Русі. Нащадки Молдавських господарів і воєвод Драгоша і Саса після занепаду Королівства Руси переселилися до Перемишльщини. Так, із території Марамарощини та Молдови одним із перших мігрував засновник родової спільноти Риботицьких-Буховських-Берестянських-Губицьких – Степан, відомий на Перемишльщині з 1359 р. нащадок Молдавського господаря (князя) Саса, що став також фундатором цілої плеяди шляхетських династій герба Драго–Сас.

## Представники
- Драгош I
- Сас
- Балк
- Драґо
- Ґюла з Ґюлешти
- Бартоломій Драґфи
- Іван Драґфі

Молодшою гілкою династії Драгошів є шляхетський рід Драґфи.